# Internacyjanalny
Internacyjanalny (biał. Інтэрнацыянальны; ros. Интернациональный) – osiedle na Białorusi, w obwodzie brzeskim, w rejonie prużańskim, w sielsowiecie Linowo.